# 南富良野町
南富良野町（みなみふらのちょう）は、北海道空知郡にある町。

## 概要
町名の由来は、1908年（明治41年）に下富良野村（現在の富良野市）から分離独立した際、富良野の南方に位置していることによる。「太陽と森と湖のまち」を町のシンボルテーマとしている。2001年（平成13年）に「ふらののラベンダー」として環境省から「かおり風景100選」に選定されている。南富良野町を含む6市町村で「富良野・美瑛観光圏」を形成している。2009年（平成21年）にイトウを保護することで生物多様性を維持して自然環境を保つため、日本国内初となる単一魚種の条例「南富良野町イトウ保護管理条例」を制定した。

## 地理
北海道のほぼ中央に位置し、北東に大雪山系の十勝岳連峰、南東に日高山脈、西には富良野芦別道立自然公園の芦別岳や夕張岳を主峰とする夕張山地があるなど、四方を山に囲まれている。総面積の約9割が森林地帯であり、町の中央には金山ダムによってできた人造湖（かなやま湖）がある。
- 山：一ノ山（858 m）、大麓山（1,460 m）、上ホロカメットク山（1,920 m）、下ホロカメットク山（1,668 m）、佐幌岳（1,060 m）、狩勝山（985 m）、オダッシュ山（1,098 m）、狩振岳（1,323 m）、トマム山（1,239 m）、国境山（982 m）、社満射岳（1,063 m）、老根別山（911 m）、夕張岳（1,668 m）、芦別岳（1,727 m）
- 河川：空知川、幾寅川、シーソラプチ川、ルウオマンソラプチ川、十梨別川
- ダム：金山ダム（かなやま湖）

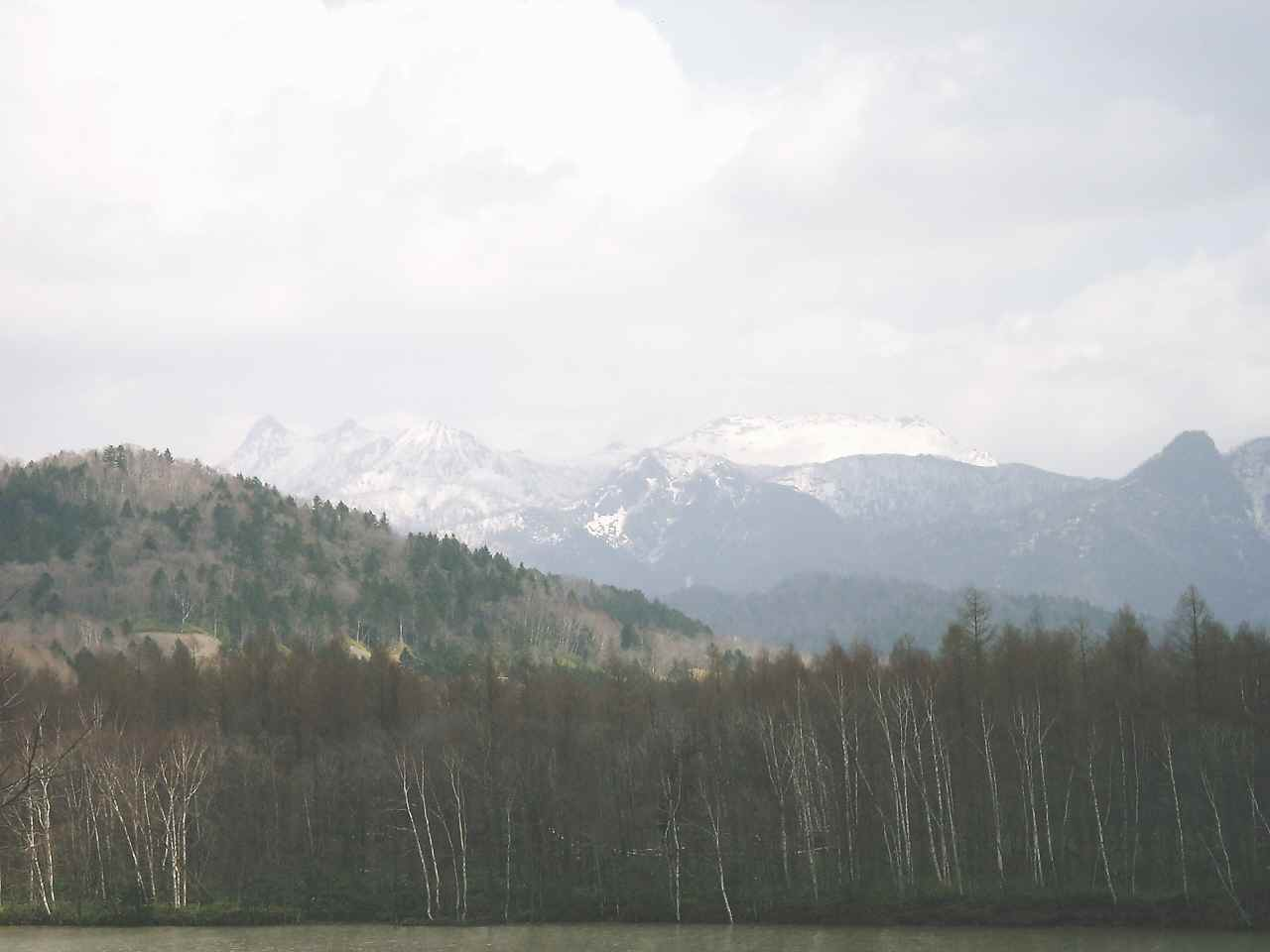
夕張岳（2007年4月）
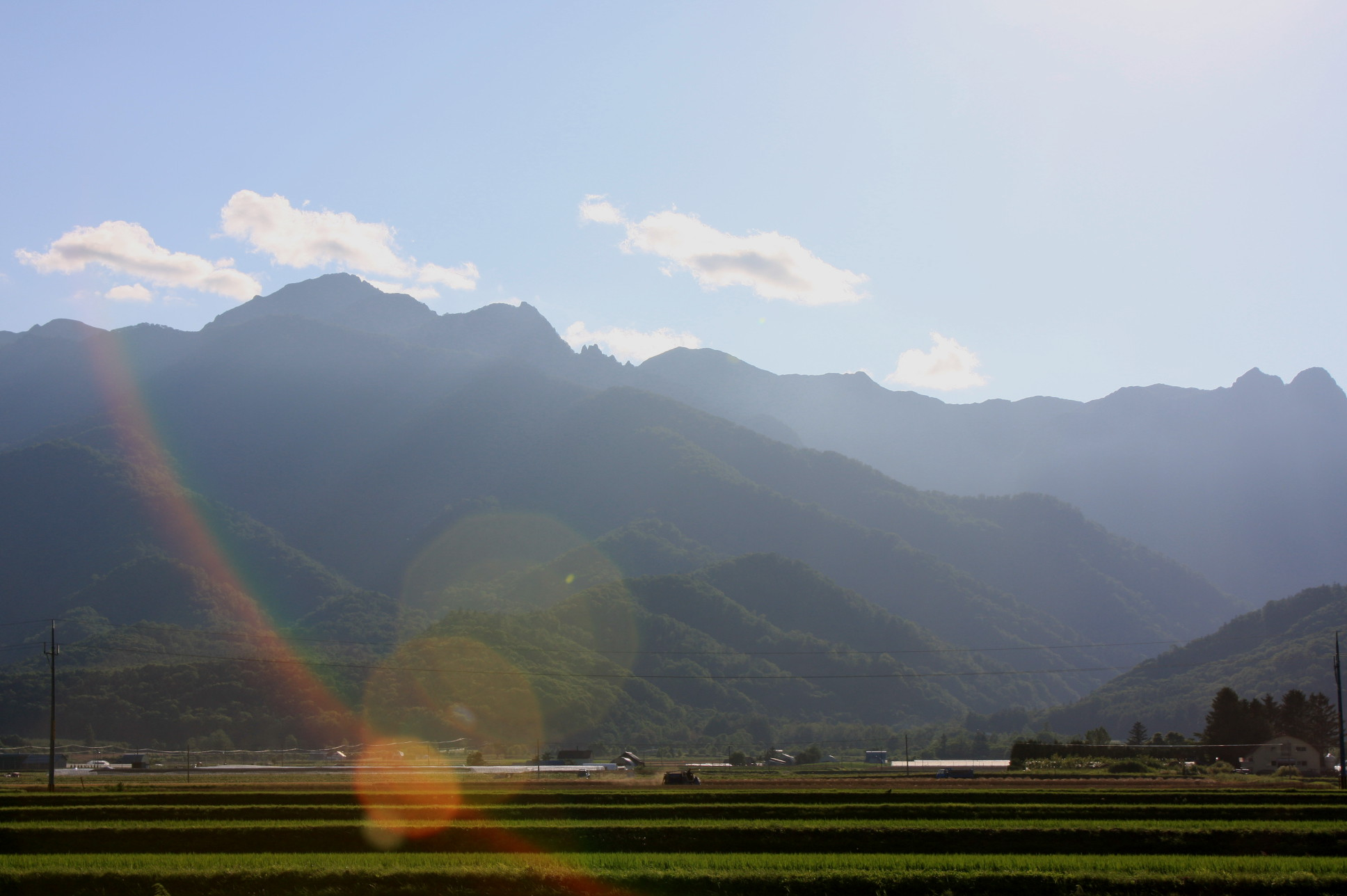
芦別岳（2008年7月）
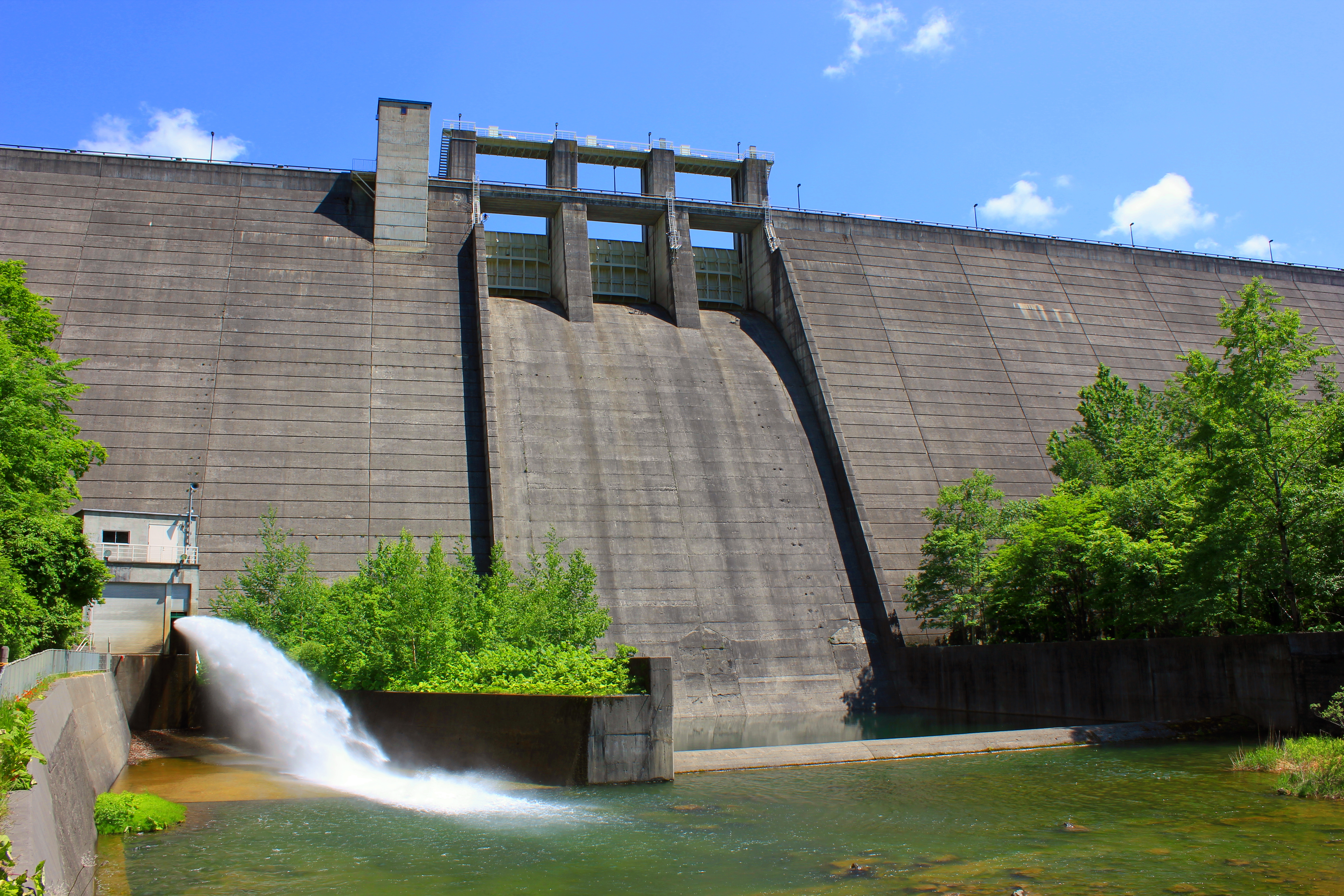
金山ダム（2015年6月）

### 人口
| |                                            |  |
| 南富良野町と全国の年齢別人口分布（2005年） | 南富良野町の年齢・男女別人口分布（2005年） |  |
| ■紫色 ― 南富良野町 ■緑色 ― 日本全国 | ■青色 ― 男性 ■赤色 ― 女性                  |  |
| 南富良野町（に相当する地域）の人口の推移 \| 1970年（昭和45年） \| 6,868人 \| \| \| 1975年（昭和50年） \| 5,136人 \| \| \| 1980年（昭和55年） \| 4,530人 \| \| \| 1985年（昭和60年） \| 3,976人 \| \| \| 1990年（平成2年） \| 3,650人 \| \| \| 1995年（平成7年） \| 3,331人 \| \| \| 2000年（平成12年） \| 3,236人 \| \| \| 2005年（平成17年） \| 2,947人 \| \| \| 2010年（平成22年） \| 2,814人 \| \| \| 2015年（平成27年） \| 2,555人 \| \| \| 2020年（令和2年） \| 2,376人 \| \| |                                            |  |
| 総務省統計局 国勢調査より |                                            |  |
| 1970年（昭和45年） | 6,868人                                    |  |
| 1975年（昭和50年） | 5,136人                                    |  |
| 1980年（昭和55年） | 4,530人                                    |  |
| 1985年（昭和60年） | 3,976人                                    |  |
| 1990年（平成2年） | 3,650人                                    |  |
| 1995年（平成7年） | 3,331人                                    |  |
| 2000年（平成12年） | 3,236人                                    |  |
| 2005年（平成17年） | 2,947人                                    |  |
| 2010年（平成22年） | 2,814人                                    |  |
| 2015年（平成27年） | 2,555人                                    |  |
| 2020年（令和2年） | 2,376人                                    |  |

## 気候
ケッペンの気候区分によると、南富良野町は湿潤大陸性気候に属する。寒暖の差が大きく気温の年較差、日較差が大きい顕著な大陸性気候である。降雪量が多く、周辺の自治体と同様に特別豪雪地帯に指定されている。冬季に-25℃を下回る気温が観測されることが珍しくなく、寒さが厳しい。
| 幾寅（1991年 - 2020年）の気候      | 幾寅（1991年 - 2020年）の気候 | 幾寅（1991年 - 2020年）の気候 | 幾寅（1991年 - 2020年）の気候 | 幾寅（1991年 - 2020年）の気候 | 幾寅（1991年 - 2020年）の気候 | 幾寅（1991年 - 2020年）の気候 | 幾寅（1991年 - 2020年）の気候 | 幾寅（1991年 - 2020年）の気候 | 幾寅（1991年 - 2020年）の気候 | 幾寅（1991年 - 2020年）の気候 | 幾寅（1991年 - 2020年）の気候 | 幾寅（1991年 - 2020年）の気候 | 幾寅（1991年 - 2020年）の気候 |
| 月                                 | 1月                           | 2月                           | 3月                           | 4月                           | 5月                           | 6月                           | 7月                           | 8月                           | 9月                           | 10月                          | 11月                          | 12月                          | 年                            |
| ---------------------------------- | ----------------------------- | ----------------------------- | ----------------------------- | ----------------------------- | ----------------------------- | ----------------------------- | ----------------------------- | ----------------------------- | ----------------------------- | ----------------------------- | ----------------------------- | ----------------------------- | ----------------------------- |
| 最高気温記録 °C （°F）             | 7.2 (45)                      | 12.6 (54.7)                   | 15.3 (59.5)                   | 26.2 (79.2)                   | 32.6 (90.7)                   | 33.5 (92.3)                   | 35.0 (95)                     | 34.9 (94.8)                   | 32.1 (89.8)                   | 26.3 (79.3)                   | 19.1 (66.4)                   | 12.1 (53.8)                   | 35.0 (95)                     |
| 平均最高気温 °C （°F）             | −3.7 (25.3)                   | −2.6 (27.3)                   | 1.7 (35.1)                    | 8.9 (48)                      | 16.4 (61.5)                   | 20.7 (69.3)                   | 24.1 (75.4)                   | 24.3 (75.7)                   | 20.2 (68.4)                   | 13.6 (56.5)                   | 5.6 (42.1)                    | −1.3 (29.7)                   | 10.6 (51.1)                   |
| 日平均気温 °C （°F）               | −8.4 (16.9)                   | −7.6 (18.3)                   | −2.8 (27)                     | 3.8 (38.8)                    | 10.4 (50.7)                   | 14.9 (58.8)                   | 18.8 (65.8)                   | 19.2 (66.6)                   | 14.8 (58.6)                   | 8.0 (46.4)                    | 1.5 (34.7)                    | −5.2 (22.6)                   | 5.6 (42.1)                    |
| 平均最低気温 °C （°F）             | −14.6 (5.7)                   | −14.4 (6.1)                   | −8.6 (16.5)                   | −1.6 (29.1)                   | 4.2 (39.6)                    | 9.6 (49.3)                    | 14.4 (57.9)                   | 14.9 (58.8)                   | 9.9 (49.8)                    | 2.7 (36.9)                    | −2.8 (27)                     | −10.3 (13.5)                  | 0.3 (32.5)                    |
| 最低気温記録 °C （°F）             | −32.2 (−26)                   | −33.4 (−28.1)                 | −31.2 (−24.2)                 | −18.5 (−1.3)                  | −4.9 (23.2)                   | −1.1 (30)                     | 3.2 (37.8)                    | 3.4 (38.1)                    | −2.0 (28.4)                   | −7.5 (18.5)                   | −20.0 (−4)                    | −28.2 (−18.8)                 | −33.4 (−28.1)                 |
| 降水量 mm （inch）                 | 38.4 (1.512)                  | 32.8 (1.291)                  | 54.2 (2.134)                  | 72.4 (2.85)                   | 82.8 (3.26)                   | 71.0 (2.795)                  | 119.3 (4.697)                 | 187.0 (7.362)                 | 153.3 (6.035)                 | 112.2 (4.417)                 | 100.8 (3.969)                 | 66.5 (2.618)                  | 1,092.4 (43.008)              |
| 降雪量 cm （inch）                 | 130 (51.2)                    | 111 (43.7)                    | 115 (45.3)                    | 37 (14.6)                     | 0 (0)                         | 0 (0)                         | 0 (0)                         | 0 (0)                         | 0 (0)                         | 4 (1.6)                       | 58 (22.8)                     | 147 (57.9)                    | 601 (236.6)                   |
| 平均降水日数 （≥1.0 mm）           | 11.4                          | 10.4                          | 12.5                          | 12.7                          | 11.3                          | 9.3                           | 11.2                          | 11.6                          | 12.6                          | 13.4                          | 15.0                          | 14.4                          | 145.2                         |
| 平均月間日照時間                   | 88.5                          | 95.2                          | 123.1                         | 153.8                         | 176.1                         | 162.3                         | 153.2                         | 146.9                         | 139.0                         | 131.5                         | 82.4                          | 67.1                          | 1,509                         |
| 出典1：Japan Meteorological Agency |                               |                               |                               |                               |                               |                               |                               |                               |                               |                               |                               |                               |                               |
| 出典2：気象庁                      |                               |                               |                               |                               |                               |                               |                               |                               |                               |                               |                               |                               |                               |

## 歴史
「南富良野町のあゆみ」参照
- 縄文時代より栄え、アイヌの伝承がある。
- 1858年（安政05年）：松浦武四郎がシーソプラチ川上流を踏査し、佐幌川に出る。
- 1869年（明治02年）：開拓使設置。富良野地方は石狩国空知郡に属す。
- 1881年（明治14年）：内田瀞らが空知川流域を踏査。
- 1882年（明治15年）：開拓使廃止。札幌県に属す。
- 1890年（明治23年）：滝川村（現在の滝川市）戸長役場設置、管轄下に属す。
- 1891年（明治24年）：砂金採取者が金山に入地、これを開基とする。
- 1895年（明治28年）：奈江村（現在の砂川市）戸長役場設置、管轄下に属す。
- 1896年（明治29年）：岩見沢村（現在の岩見沢市）に空知外4郡役所設置、管轄下に属す。
- 1897年（明治30年）：歌志内村（現在の歌志内市）に富良野村組合戸長役場設置。空知支庁の管轄下に属す。
- 1899年（明治32年）：富良野村が上川支庁に編入。
- 1900年（明治33年）：下富良野（現在の富良野駅）—鹿越間鉄道開通。
- 1901年（明治34年）：伊勢団体、岐阜団体が移住。鹿越—落合間鉄道開通。
- 1902年（明治35年）：幾寅駅開業。
- 1903年（明治36年）：富良野村南方が分割して下富良野村（現在の富良野市）となり戸長役場設置、管轄下に属す。
- 1907年（明治40年）：十勝線竣工（狩勝トンネル完成）。
- 1908年（明治41年）：下富良野村から分割し、南富良野村外1ヶ村戸長役場設置。
- 1919年（大正08年）：二級町村制施行し、南富良野村となる。南富良野村、占冠村組合役場設置。
- 1932年（昭和07年）：南富良野村から占冠村組合役場が独立。
- 1947年（昭和22年）：金山営林署・幾寅営林署設置（現在の上川南部森林管理署）。
- 1955年（昭和30年）：芦別岳が道立公園指定（1958年に富良野芦別道立自然公園となる）。
- 1966年（昭和41年）：南富良野村全域が「山村振興法」指定。
- 1967年（昭和42年）：町制施行し、南富良野町となる[14]。金山ダム竣工[15]。
- 1970年（昭和45年）：国営開拓パイロット事業落合拡張地区開墾建設工事竣工。
- 1972年（昭和47年）：『かなやま湖々水まつり』初開催。
- 1974年（昭和49年）：南富良野地区道営圃場整備事業竣工。
- 1980年（昭和55年）：国設南ふらのスキー場開設[16]。
- 1982年（昭和57年）：かなやま湖森林公園開園。
- 1988年（昭和63年）：南ふらの物産センターオープン。
- 1989年（平成元年）：『第44回国民体育大会』（はまなす国体）カヌー競技開催[17]。
- 1990年（平成02年）：開基100年記念式典挙行。
- 1991年（平成03年）：南富良野町振興公社設立。
- 1992年（平成04年）：南富良野情報プラザ開設。
- 1993年（平成05年）：南ふらの物産センターが道の駅登録。
- 1994年（平成06年）：空知川スポーツリンクス完成。かなやま湖ログハウス村開設。
- 1996年（平成08年）：沖縄県国頭郡本部町と「友好の町」盟約調印。
- 1999年（平成11年）：町内でロケーション撮影が行われた映画『鉄道員』（ぽっぽや）公開。
- 2001年（平成13年）：富良野沿線6農協が合併し、ふらの農業協同組合（JAふらの）発足。上富良野町営湖畔野球場オープン。
- 2006年（平成18年）：南富良野町保健福祉センター みなくる開設。
- 2008年（平成20年）：富良野圏域5市町村による富良野広域連合設立（2009年業務開始）。
- 2009年（平成21年）：「南富良野町イトウ保護管理条例」制定[8]。
- 2014年（平成26年）：幾寅、落合、北落合の3小学校閉校し、南富良野小学校開校。
- 2016年（平成28年）：金山、下金山の2小学校閉校し、南富良野西小学校開校。連続台風被害により空知川の堤防決壊し、災害発生。

## 友好都市
- 沖縄県国頭郡本部町
  - 1996年（平成8年）7月、友好の町盟約[18]

## 行政
| -         | 名前       | 就任年月日                |
| 戸長      | 戸長       | 戸長                      |
| --------- | ---------- | ------------------------- |
| 初代      | 花里勝     | 1908年（明治41年）4月1日  |
| 2代       | 諸橋源太郎 | 1908年（明治41年）7月4日  |
| 3代       | 原博       | 1909年（明治42年）5月4日  |
| 4代       | 太田善十郎 | 1909年（明治42年）12月4日 |
| 5代       | 武井友諒   | 1911年（明治44年）4月2日  |
| 6代       | 三浦直吉   | 1913年（大正2年）1月26日  |
| 7代       | 高浜正哲   | 1916年（大正5年）10月31日 |
| 組合長    |            |                           |
| 初代      | 今村喜代治 | 1919年（大正8年）4月1日   |
| 2代       | 木造右衛   | 1923年（大正12年）7月24日 |
| 3代       | 浅野目浦吉 | 1928年（昭和3年）10月26日 |
| 4代       | 大島英基   | 1929年（昭和4年）10月26日 |
| 村長      |            |                           |
| 初代      | 大島英基   | 1932年（昭和7年）4月4日   |
| 2代       | 村上寿造   | 1932年（昭和7年）5月4日   |
| 3代       | 村瀬源太郎 | 1934年（昭和9年）6月13日  |
| 4代       | 丹野助七   | 1935年（昭和10年）7月26日 |
| 5代       | 木造右衛   | 1938年（昭和13年）8月5日  |
| 6代       | 佐々木幸男 | 1940年（昭和15年）4月10日 |
| 7代       | 黒川哲郎   | 1942年（昭和17年）6月20日 |
| 8代       | 種市嘉作   | 1945年（昭和20年）6月5日  |
| 9 - 11代  | 村上寿造   | 1947年（昭和22年）4月8日  |
| 12 - 14代 | 新田義男   | 1956年（昭和31年）5月1日  |
| 町長      |            |                           |
| 初 - 2代  | 新田義男   | 1967年（昭和42年）4月1日  |
| 3 - 9代   | 楯大亮     | 1972年（昭和47年）4月30日 |
| 10 - 15代 | 池部彰     | 2000年（平成12年）4月30日 |
| 16代      | 髙橋秀樹   | 2022年（令和4年）4月10日  |

## 町議会
- 議員定数8人
- 議会
  - 定例会（3月・6月・9月・12月）
  - 臨時会
- 委員会
  - 常任委員会
  - 特別委員会
  - 議会運営委員会

## 官公署
- 農林水産省
  - 林野庁北海道森林管理局上川南部森林管理署
    - 幾寅森林事務所・落合森林事務所・金山森林事務所

## 公的機関
警察
- 富良野警察署
  - 幾寅駐在所、落合駐在所、金山駐在所

消防
- 富良野広域連合
  - 富良野消防署南富良野支署

## 公共施設
- 南富良野情報プラザ
- 南富良野町保健福祉センター みなくる
- 南富良野町高齢者研修センター
- 南富良野勤労青少年センター
- 南富良野町町民体育館
- 空知川スポーツリンクス
- 南富良野町営湖畔野球場
- 南富良野町除雪管理センター
- 北落合除雪管理センター

## 教育機関
高等学校
- 北海道南富良野高等学校

中学校
- 南富良野町立南富良野中学校

小学校
- 南富良野町立南富良野小学校
- 南富良野町立南富良野西小学校

保育所
- 南富良野町立幾寅保育所
- 南富良野町立金山保育所

## 経済・産業
基幹産業を農業とし、豊かな森林があるため林業の振興にも取り組んでいる。鉱業も行われており、石灰石を採鉱している。観光は、かなやま湖周辺を活かした自然体験型観光が行われている。
立地企業
- 南富良野木材産業
- 王子木材緑化（王子ホールディングス）
- 日鉄鉱業（日本製鉄グループ）
- 北菱
- 南富フーズ

組合
- ふらの農業協同組合（JAふらの）南富良野支所、シレラ富良野工場
- 南富良野町森林組合
- 南富良野勤労者企業組合

商業施設
- ホクレン商事
  - エーコープ南ふらの店

金融機関
- 旭川信用金庫富良野支店南富良野出張所
- JAバンク北海道（北海道信用農業協同組合連合会）JAふらの 南富良野支所

郵便局
- 幾寅郵便局（集配局）
- 落合郵便局
- 金山郵便局

宅配便
- ヤマト運輸道北主管支店富良野南センター（所在地は富良野市）
- 佐川急便富良野営業所（所在地は富良野市）

## 交通

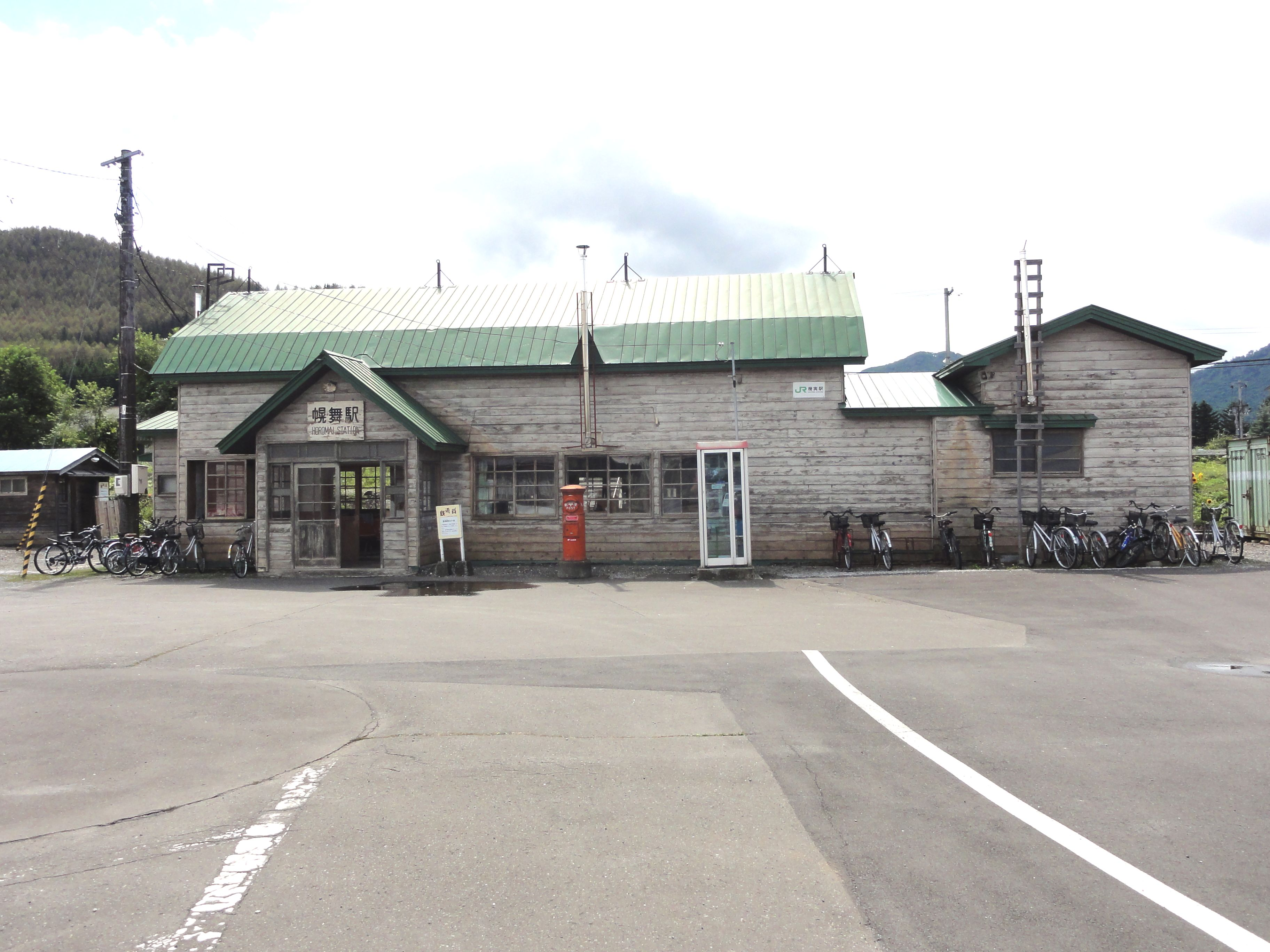
幾寅駅（2011年8月）

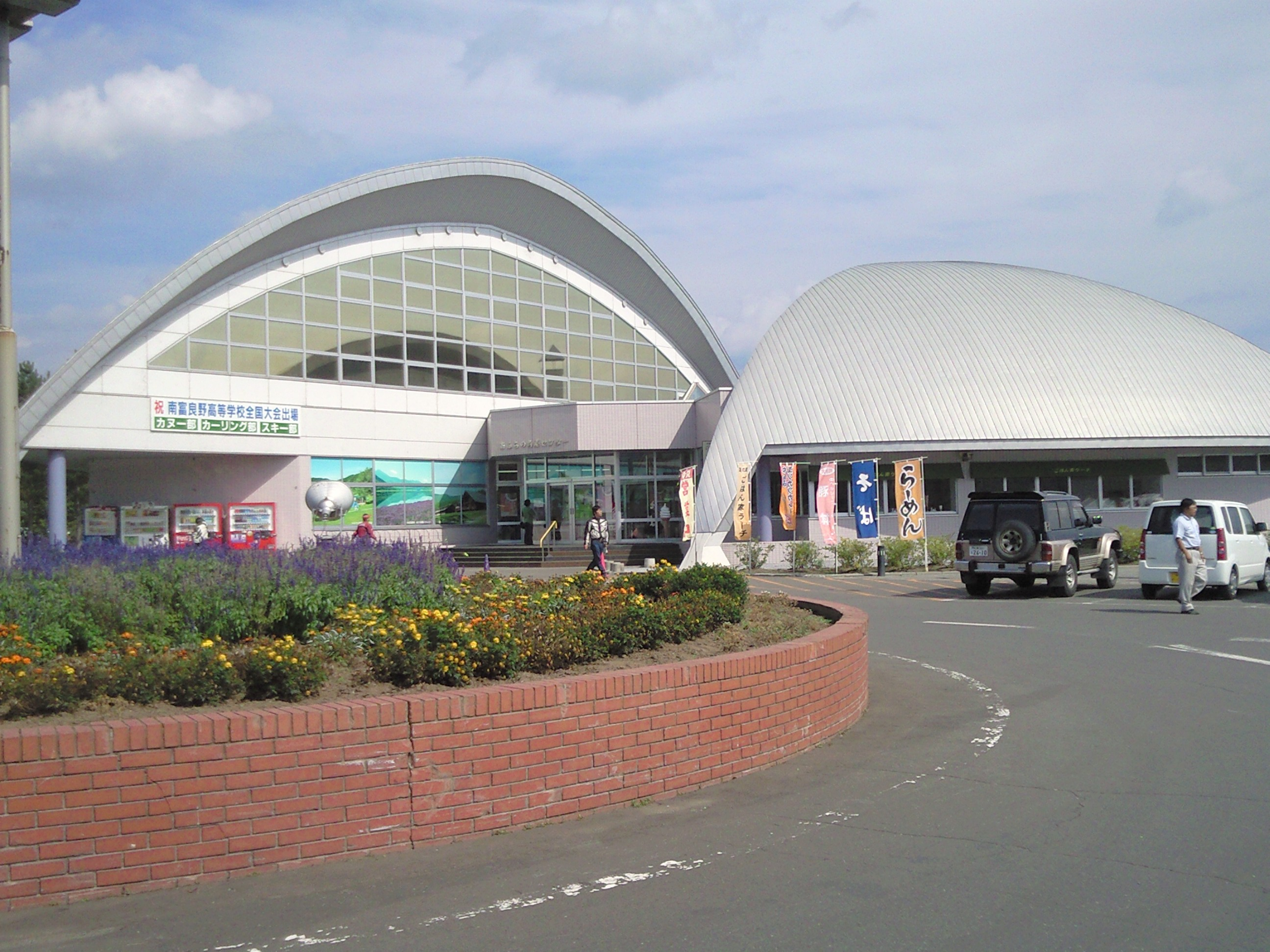
道の駅南ふらの（2008年9月）

### 鉄道
石勝線が町内を通っているが、駅は設置されていない。ただし、串内信号場と上落合信号場が設置されている。

#### 廃止された鉄道路線
- 北海道旅客鉄道（JR北海道）
  - ■根室本線：下金山駅 - 金山駅 - 東鹿越駅 - 幾寅駅 - 落合駅 - （上落合信号場）

### バス
路線バス
- 町営循環バス（デマンドバス）
- 占冠村営バス

都市間バス
- 道北バス・北海道拓殖バス・十勝バス（共同運行）

ふらのバス

### タクシー
- 幾寅交通

### 道路
町内を通る幹線道路は、シーニックバイウェイの「大雪・富良野ルート」、大雪—富良野—十勝を結ぶ「北海道ガーデン街道」になっている。
- 一般国道
  - 国道38号
    - 樹海峠・狩勝峠

  - 国道237号
- 都道府県道
  - 北海道道136号夕張新得線
  - 北海道道465号金山幾寅停車場線
  - 北海道道1030号石勝高原幾寅線
    - 幾寅峠

  - 北海道道1117号落合停車場線
- 道の駅
  - 南ふらの

## 文化財
国指定
- 天然記念物
  - 夕張岳の高山植物群落及び蛇紋岩メランジュ帯[23]

町指定
- 無形文化財
  - 幾寅獅子舞 - 幾寅獅子舞保存会[24]

## 観光・レジャー
アウトドアはカヌー、ラフティング、キャニオニング、ダッキー、リバーカヤック、キャンプ、釣りなどを楽しむことができる。
- 十梨別渓谷
- かなやま湖（ダム湖百選）
- かなやま湖森林公園
  - 鹿越園地
  - かなやま湖ログハウス村
  - かなやま湖保養センター
  - かなやま湖スポーツ研修センター
  - かなやま湖オートキャンプ場
  - かなやま湖畔キャンプ場
- 道の駅南ふらの（南ふらの物産センター）
- 幾寅駅
- 国設南ふらのスキー場
- 狩勝峠

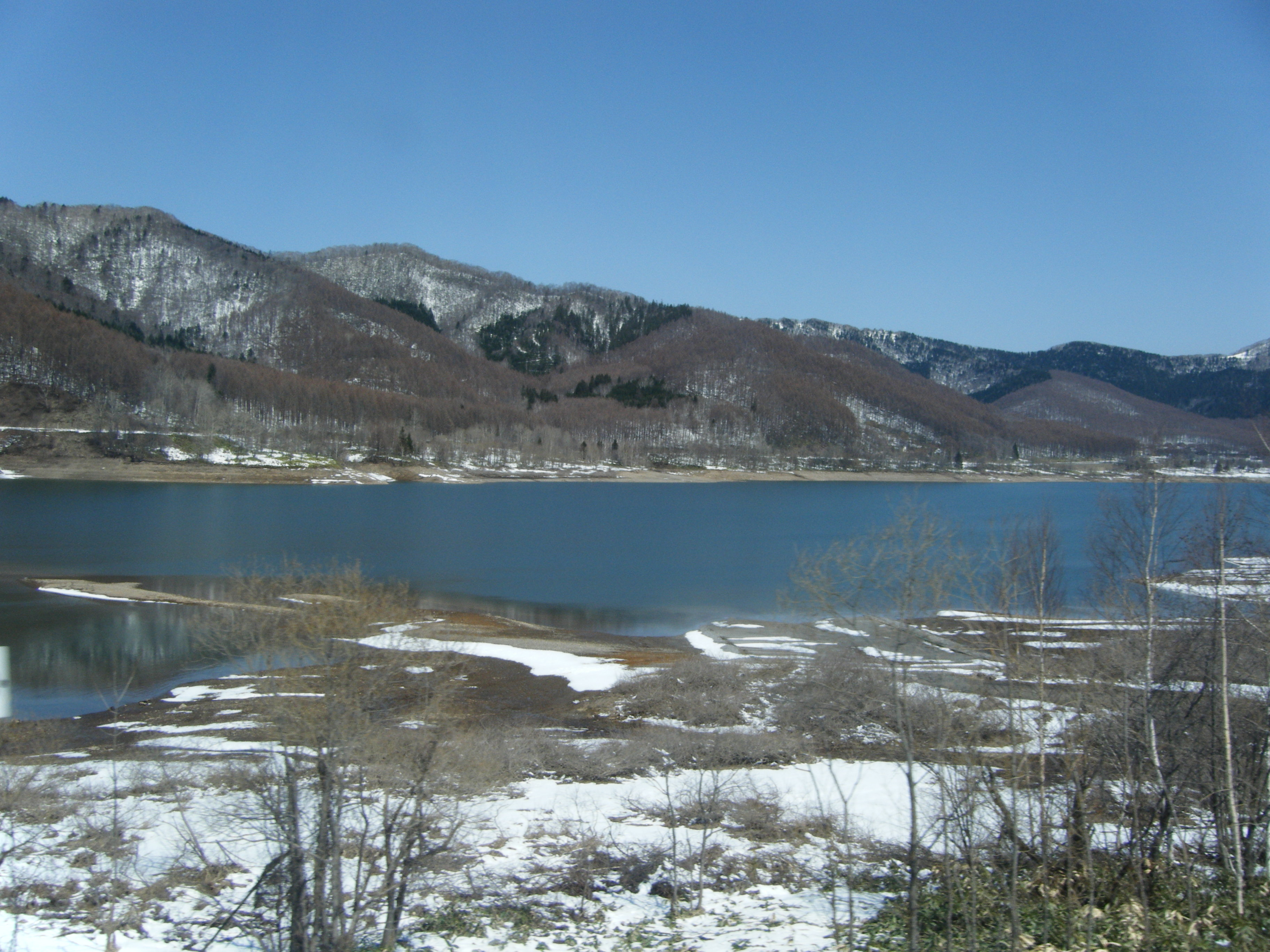
かなやま湖（2009年4月）
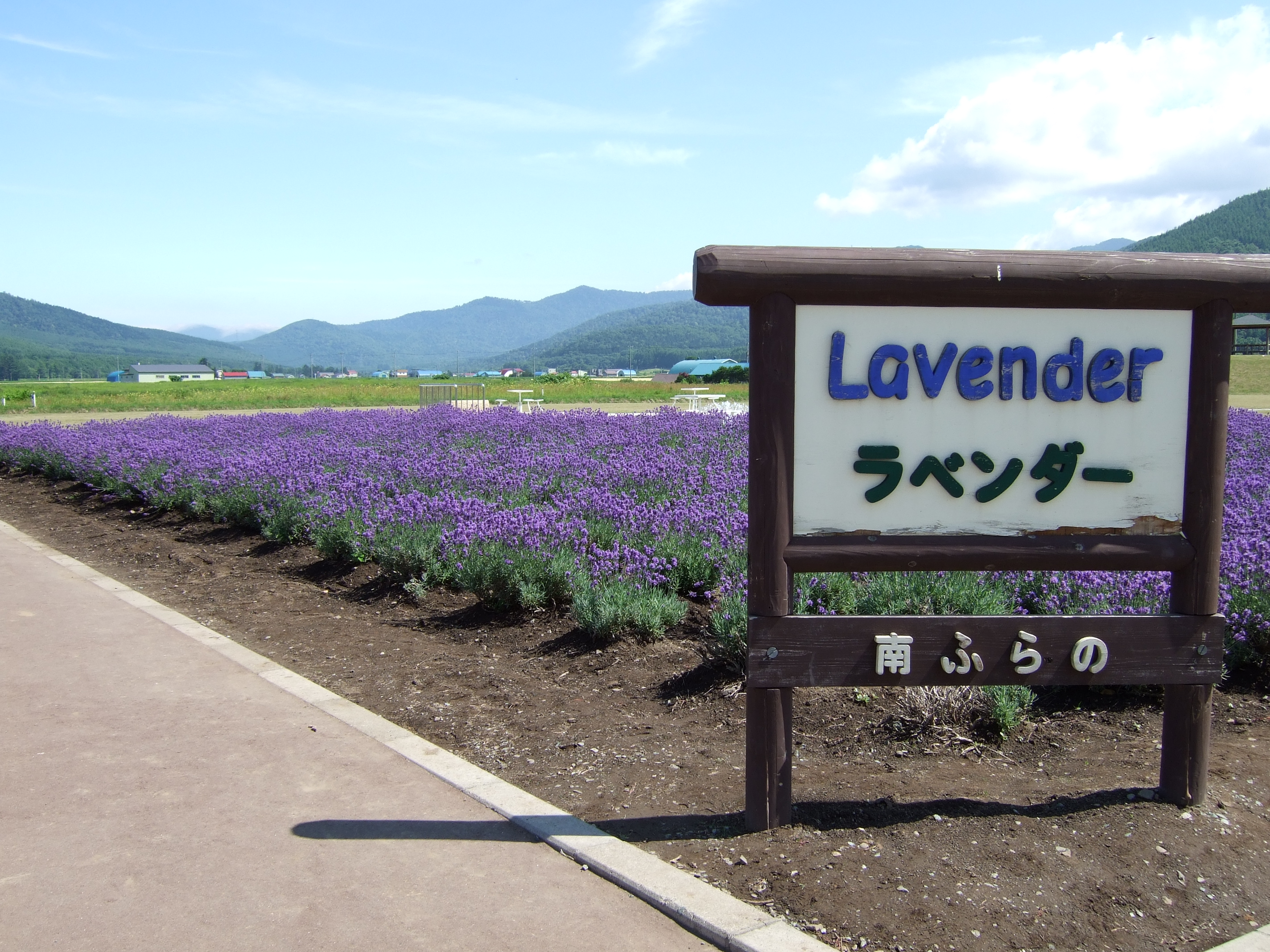
道の駅南ふらの ラベンダー畑（2007年7月）
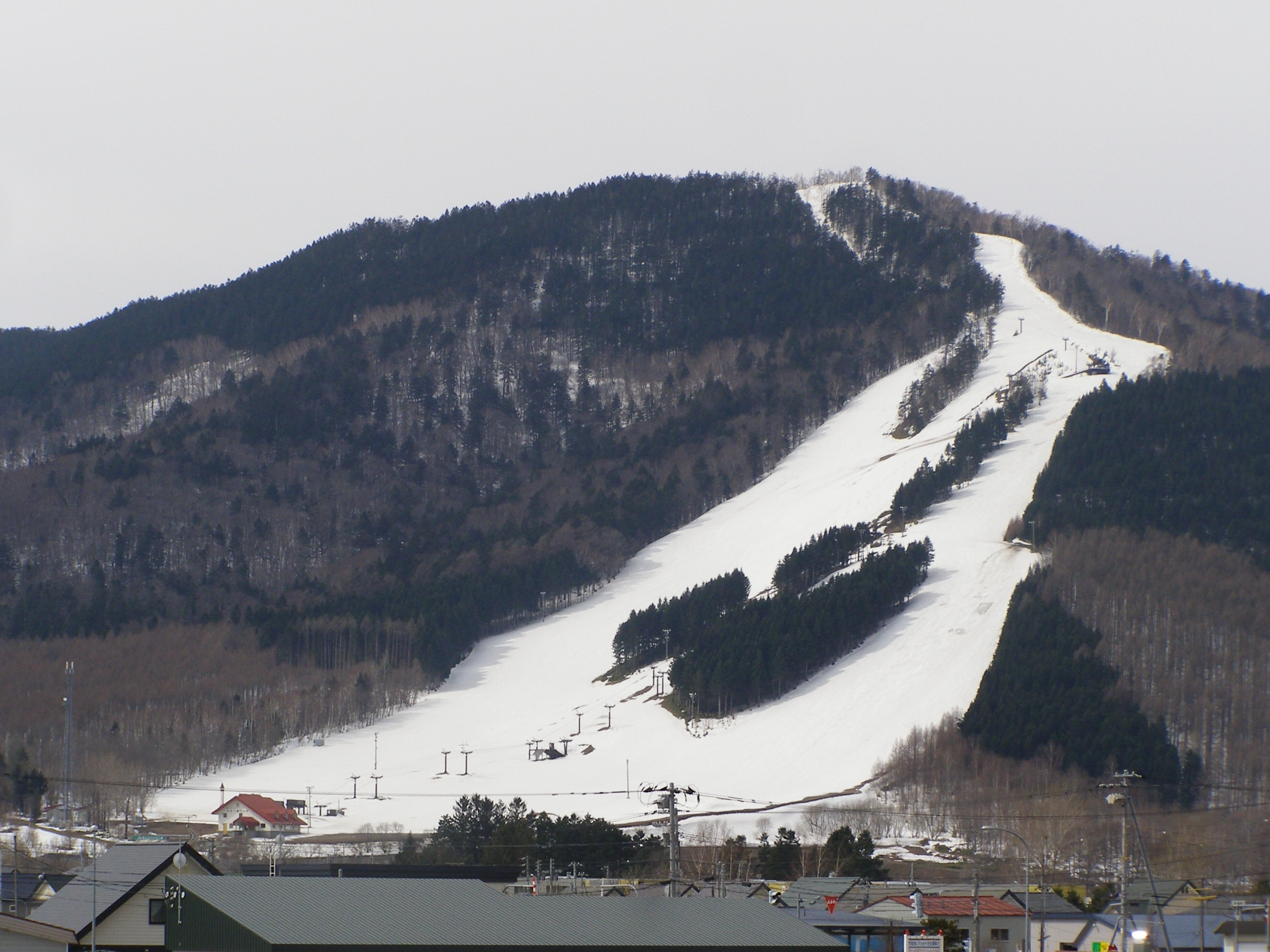
国設南ふらのスキー場（2011年4月）

### 祭事・催事
- かなやま湖湖水まつり（7月）
- 南富良野カヌー大会（8月）

## 名産・特産
南富良野町では高冷地の気象を活かした農業が行われており、ジャガイモ（馬鈴薯）やニンジンは北海道内屈指の生産地になっている。また、「バタじゃが」、「スイートコーン」、「ほくほくかぼちゃの雪化粧」、「くまささ茶」、「富良野高原そば」などがあるほか、ご当地グルメでは「なんぷエゾカツカレー」がある。

## 南富良野町が舞台（ロケ地）となった作品
テレビドラマ
- 『鉄道員』（ぽっぽや）

映画
- 『鉄道員』（ぽっぽや）
- 『雨鱒の川』
- 『ウルルの森の物語』[27]

## 人物

### 名誉町民
- 寺西武雄[13]
- 舘内猛[13]
- 新田義男[13]
- 楯大亮[13]

### 出身人物
- 石上久美子（演歌歌手）
- 三笑亭夢之助（落語家）
- 髙橋秀樹（第16代南富良野町長）[28]
- 寺本恵真（真宗大谷派僧侶）
- 星澤幸子（料理研究家）
- 山名康郎（歌人）
- 渡辺みり愛（歌手/元乃木坂46）

### ゆかりのある人物
- 楯真由子（女優）
- 寺田桜子（カーリング選手、南富良野町スポーツ栄誉賞受賞[13]）
- 目黒萌絵（カーリング選手、南富良野町スポーツ栄誉賞受賞[13]）

## 町民憲章
南富良野町町民憲章

## 参考資料
- “富良野・美瑛 ちょっと暮らすように旅をする〜ふらのびえい田園休暇街道 〜富良野・美瑛 広域観光圏整備計画〜” (PDF).  観光庁. 2016年3月30日閲覧。
- “南富良野町森林•林業マスタープラン” (PDF).   南富良野町 (2011年). 2016年4月8日閲覧。
- “南富良野町勢要” (PDF).   南富良野町 (2013年). 2016年4月8日閲覧。
- “町勢要覧資料編” (PDF).   南富良野町. 2017年11月13日閲覧。
- “南富良野町過疎地域自立促進市町村計画” (PDF).   南富良野町 (2016年). 2016年4月8日閲覧。